# ヴァーサ (海防戦艦)

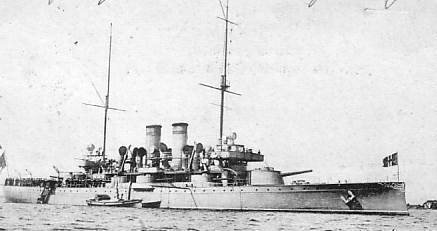
「ヴァーサ」（1903年）

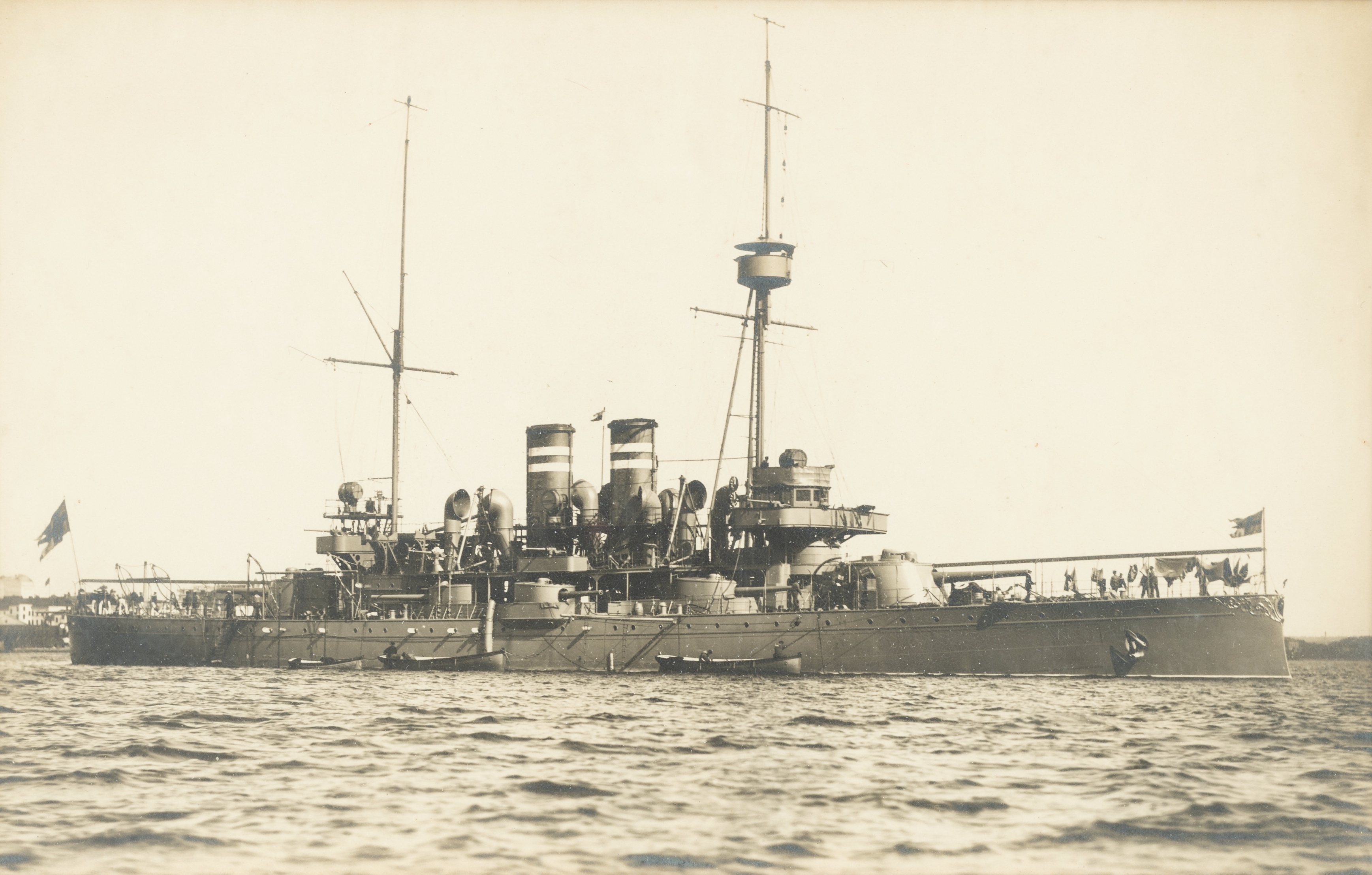
「ヴァーサ」（1919年）、前檣が三脚檣化されている

ヴァーサ (Wasa) はスウェーデン海軍の海防戦艦。アラン級。艦名は第一次ロシア・スウェーデン戦争時の戦列艦から引き継いでいる。
ストックホルムのベリスンス造船所で建造。1899年起工。1901年9月25日進水。1902年12月6日竣工。
基準排水量3650トン、満載排水量3735トン、全長89.7m、水線長87.5m、最大幅15.02m、計画吃水5.02m。
主砲はボフォース44口径21cmM/98型砲2門で、艦前後の単装砲塔に搭載。副砲はボフォース44口径15.2cmM/98型速射砲6門を単装砲塔で搭載した。他の兵装はフィンスポング55口径57mmM/89b型砲10門とアームストロング・ホイットワース45,7cmM/99型水中魚雷発射管2門。
主機はモータラ製直立3気筒3段膨張蒸気往復動機関2基、主缶はヤーロー水管缶8基で、出力5500指示馬力。2軸推進で計画速力16.5ノット。公試では16.77ノットを発揮した。航続距離は12ノットで3000浬。
装甲はKCで厚さは水線装甲帯が最大175mm、主砲バーベットと前楯190mm、側楯と後楯140mm、副砲バーベット100mm（ニッケル鋼とも）、前楯125mm、後楯60mm、シタデル175mm（ボフォース製とも）、司令塔175mm。甲板は11.5mm厚鋼板2枚＋25mm装甲鈑（普通鋼）。
1906年からアラン級4隻には前檣の三脚檣化とそこへの2m測距儀搭載がなされた。

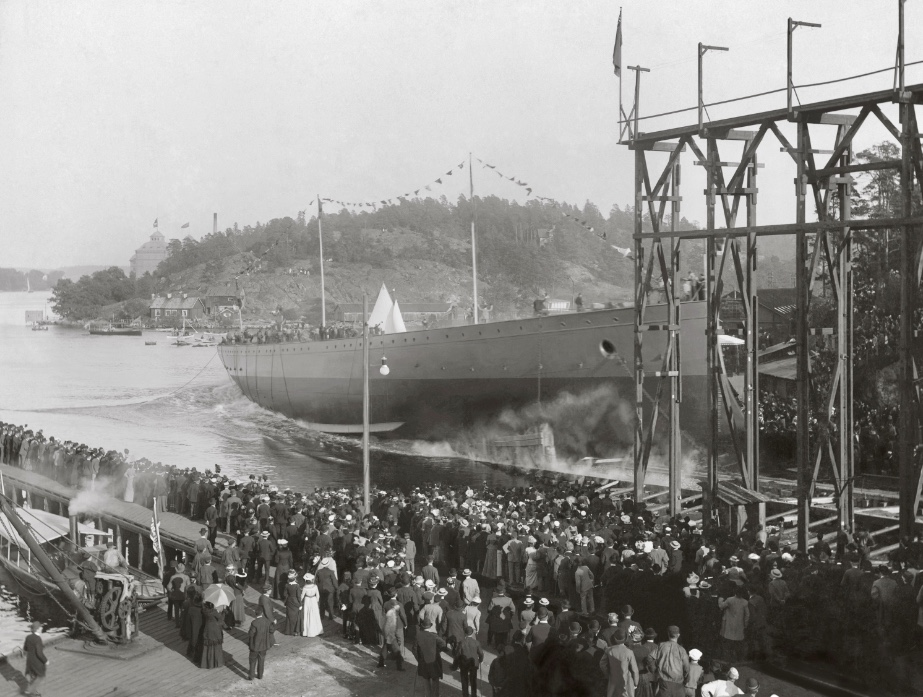
「ヴァーサ」の進水

1914年、海防戦艦「タッペレーテン」が座礁し、「ヴァーサ」と海防戦艦「アラン」などによる牽引が試みられているが失敗に終わっている。1919年、アラン級4隻他の艦隊がイェヴレに入港した際、水兵がそこの祭りに参加したが、乱闘騒ぎとなった。日本の夏祭りが元だという祭りの名前から、このことは「ニッポン戦争」呼ばれたという。
1924年、予備艦となる。以後、資金不足のため最低限の維持管理しかなされなかった。第二次世界大戦勃発後に同型艦「アラン」や「タッペレーテン」は再就役することとなったが、「ヴァーサ」状態不良のため再就役不可能とされた。「ヴァーサ」をマルメーで砲台とするとの提案に対しては、資金は他のことに用いたほうが良いよの意見が出た。結局、「ヴァーサ」は1940年3月15日に解役された。1942年には海防戦艦「ドロットニング・ヴィクトリア」に似たシルエットにかえられた。主砲や水線装甲帯は撤去されており、装甲帯はトレ・クロノール級軽巡洋艦の装甲鈑の原料となった。「ヴァーサ」はダメージコントロールの訓練に使用され、1951年に解体された。